# Howard Skempton
Howard Skempton (Chester, 31 oktober 1947) is een Brits componist en bespeler van de accordeon. Hoewel zijn muziek dat niet laat horen was hij eind jaren 60 betrokken bij het Scratch Orchestra en werd hij in verband gebracht met experimentele 20e-eeuwse klassieke muziek. Howard componeert in een muziekstijl die te vergelijken is met de naïeve kunst in de schilderkunst. Het is ontdaan van allerlei versieringen en ook compositietechnieken uit de klassieke muziek uit de 20e eeuw lijken aan hem voorbijgegaan.
Skepmton kreeg zijn opleiding aan de Ealing Technische Hogeschool van de  Thames Valley University. Hij componeerde al voor zijn twintigste. Hij vertrok in 1967 naar Londen en nam lessen bij Cornelius Cardew; eerst privé, later aan het Morley College. In 1969 richtte hij samen met Cardew en Michael Parsons het Scratch Orchestra op. Het was een orkest zonder vaste leden en ze speelden de muziek van die tijd. Werken van La Monte Young, John Cage en Terry Riley kwamen op de lessenaar, maar soms speelde men ook werken van orkestleden zelf. Drum nr. 1 uit 1969 van Skempton kwam daar op de lessenaar.   
Vervolgens  kwam er verdeling binnen de oprichters en spelers. Cardew en een aantal anderen wilden door de polarisatie in Engeland politiek betrekken in hun orkest, terwijl anderen, waaronder Christopher Hobbs en John White wilden de zaak puur muzikaal houden.  Skempton bleef pianist en accordeonist en speelde vaak zijn eigen werk, alleen of samen met Michael Parsons. Zijn ster als componist begon langzaam te stijgen tot hij in 1991 een compositie voor orkest kon opleveren: Lento. Dit werk was een doorbraak. Sindsdien verschijnt zijn muziek op klassieke muziekalbums.
Ondertussen geeft Skempton les aan het Conservatorium van Birmingham

## Muziek
Zijn muziek is melodieus, doch er zit geen muzikale ontwikkeling in. Zijn instrumentatie is over het algemeen zuinig (niet al te veel stemmen boven elkaar). Hij gebruikt soms aleatoriek, maar dat gebeurt onopvallend. Het best is het te omschrijven als muziek van Erik Satie gemengd met die Morton Feldman. 